# Czarnkowi János
Czarnkowi János (régebbi alakban: Czarnkowoi Jankó, lengyelül: Janko z Czarnkowa, latinul: Jancone de Czarnekow) (Czarnków, 1320 körül – Gniezno, 1386. december 26. és 1387. április 24. között) lengyel királyi alkancellár, főesperes és krónikás. I. Lajos magyar és lengyel királyról szóló krónikáját személyes sérelmektől vezetve írta meg, nagymértékben járulva hozzá, hogy az uralkodóról máig hatóan kedvezőtlen kép alakult ki a lengyel történetírásban.

## Élete
A nagy-lengyelországi Nałęcz nemzetségből, kisnemesi családból származott. Apja, Bogumił czarnkowi sztaroszta a folyamatos porosz inváziók elleni harcban élte le az életét. Egyetemi tanulmányait ismeretlen helyen végezte, azonban két pápai okirat is jogtudós (iuris peritus) személynek nevezi. Pályafutása 1352-ben indult, ekkor Andrzej z Wiślicy püspök kancellárja lett Schwerinben. Elöljárója képviseletében 1355-ben követként Avignonban, a pápai udvarban járt. Visszatértét követően további egyházi tisztségeket és birtokokat szerzett Tarnówban, Bützowban, Gnieznóban, Włocławekban, Poznańban és Krakkóban.
1360-tól III. (Nagy) Nagy Kázmér lengyel király kancelláriáján dolgozott. 1368 és 1371 között az alkancellári tisztséget töltötte be. Energikus és hozzáértő hivatalnoknak bizonyult. A Krakkói Akadémia megalapításakor főszerepet vitt, 1363-ban ő képviselte az ügyet Avignonban, V. Orbán pápánál.
Ígéretesen indult pályafutása Nagy Kázmér halála után derékba tört. Származása, családi indíttatásai miatt a nagy- és kis-lengyelországi politikai csoportok közül az előbbit választotta és Nagy Lajos (Ludwik Węgierski, Magyar Lajos) ellenében Pomerániai Kázmér (Kaźko) herceg királlyá választását támogatta. Az Anjou (Andegawenowie) engesztelhetetlen ellenségeként részt vett egy összeesküvésben is. Ekkor azzal vádolták meg, hogy megpróbálta ellopni Nagy Kázmér sírjából az odatemetett királyi jelvényeket és 1371-ben száműzték.
1375-ben tért vissza Lengyelországba. 1383-ban jelölt volt a włocławeki püspöki székre, de nem választották meg. Krónikáját 1377 és 1386 között írta meg. A mű az 1370-1384 közötti időszak eseményeit meséli el, melyeknek szemtanúja volt.
Napjainkban Czarnkówban egy középiskola a nevét viseli.

## Munkája
Krónikáját a lengyel történettudomány Jan Długosztól napjainkig fontos forrásnak tartja, mivel a korszakból nem ismert más munka és a fennmaradt oklevelek száma is csekély. Ugyanakkor számosan hívták fel a figyelmet arra, hogy időnként még a kronológiában is pontatlan. Hitelességét ezen felül az is rontja, hogy a Nagy Lajossal kapcsolatos részeket csak akkor merte megírni, amikor már sem az uralkodó, sem lengyel szövetségesei nem éltek.

## Szakirodalom
- Pór Antal: A magyar Anjouk lengyel krónikása: Czarnkowi János; Ajtai Ny., Kolozsvár, 1904

## Fordítás
- Ez a szócikk részben vagy egészben a Janko z Czarnkowa című lengyel Wikipédia-szócikk ezen változatának fordításán alapul.  Az eredeti cikk szerkesztőit annak laptörténete sorolja fel. Ez a jelzés csupán a megfogalmazás eredetét és a szerzői jogokat jelzi, nem szolgál a cikkben szereplő információk forrásmegjelöléseként.